# مسجد عبد المجيد (مجيدية)
مسجد عبد المجيد أو المسجد الكبير قام السلطان عبد المجيد الأول ببناءه في الفترة ما بين 1859-1865 في مدينة مجيدية في رومانيا. ويُعتبر حاليًا أقدم بناء في المدينة والمسجد الوحيد في المدينة على الرغم من أن عدد المسلمين يصل إلى 8,154 نسمة. وتم ضمه إلى قائمة المعالم التاريخية في محافظة كونستانتسا.

## التاريخ
دُمرت المدينة بشكل كامل أثناء الحرب التركية الروسية (1828-1829) مما ادى إلى نزوح السكان إلى البلدات المُجاورة لها. تم إحضار 6,000 نسمة من التتار بعد حرب القرم (1853-1856) من القرم وتم إعادة بناء المدينة من جديد.
بتاريخ 2 سبتمبر 1857 أصدر السلطان عبد المجيد الأول فرمان «قرار» ببناء مسجد في المدينة.

## البناء
عبارة عن بناء مُربع الشكل ذو نمط كلاسيكي جديد مُتأثر بالعمارة الإسلامية، ويمتاز البناء بالحجر وخشب الأرز الذي تم جلبه من لبنان.
يبلغ طول المأذنة 25 متر، وتمتاز بدرج داخلي على شكل دائري من الحجر الجيري. ويمتاز المسجد من الداخل بالتصميم الأصلي مُنذ بناءه لحد الآن.
كانت الحكومة العثمانية مسؤولة عن رعاية المسجد وأرسلت أمام وخطيب ومؤذن.

## أحداث
- بتاريخ 18 نوفمبر 2006، حضر وفد من وزارة العدل التركية مثمثلة بوزير العدل، جميل جيجك، زار مدينة مجيدية. وانتهت بصلاة في المسجد.
- في عام 2011، زار وزير الخارجية التركي أحمد داود أوغلو المسجد.

## الفهرس
- Cristian Brăcăcescu: Geamii. Minarete pe cerul Dobrogei, editura Igloopatrimoniu, 2012, fotografii Șerban Bonciocat, Studiu introductiv de prof. univ. dr. Mihai Maxim, turcolog, director al Centrului de Studii Turce „Dimitrie Cantemir” al Universității din București.